# Bystropogon
Bystropogon, biljni rod iz porodice usnača smješten u podtribus Clinopodiinae, dio tribusa Saturejeae, potporodica Nepetoideae.
Sastoji se od 7 priznatih vrsta i tri hibridne raširenih jedino po otocima Makaronezije (Madeira i Kanari)

## Opis
Zimzeleni polugrmovi i grmovi.

## Vrste
1. Bystropogon canariensis (L.) L´Hér.
2. Bystropogon maderensis Webb & Berthel.
3. Bystropogon odoratissimus Bolle
4. Bystropogon origanifolius L´Hér.
5. Bystropogon plumosus (L.f.) L´Hér., tipična vrsta. Kanarski otoci (Tenerife)
6. Bystropogon punctatus L´Hér.
7. Bystropogon wildpretii La Serna
8. Bystropogon ×beltraniae La Serna
9. Bystropogon ×indiscretus Menezes
10. Bystropogon ×serrulatus Webb & Berthel.

## Sinonimi
- Astemon Regel; Ind. Sem. Hort. Petrop. 38 (1860)